# Pararoncus rakanensis
Espèce
Synonymes
- Roncus uenoi rakanensis Morikawa, 1957

Pararoncus rakanensis est une espèce de pseudoscorpions de la famille des Syarinidae.

## Distribution
Cette espèce est endémique du Japon.

## Systématique et taxinomie
Cette espèce a été décrite sous le protonyme Roncus uenoi rakanensis par Morikawa en 1957. Elle est élevée au rang d'espèce par Morikawa en 1960 puis placée dans le genre Pararoncus par Ćurčić en 1979.

## Publication originale
- Morikawa, 1957 : Cave pseudoscorpions of Japan (II). Memoirs of Ehime University, Sect. II, sér. B, vol. 2, p. 357-365.